# Pierwomajskaja
Pierwomajskaja (ros. Первомайская – Pierwszomajowa) – stacja moskiewskiego metra linii Arbacko-Pokrowskiej (kod 052). Powstała jako stacja końcowa przedłużanego odcinka ze stacji Partizanskaja. Wyjścia prowadzą na ulice 9. Parkowaja, Perwomajskaja i Izmajłowskij Bulwar.

## Konstrukcja i wystrój
Jednopoziomowa, płytka stacja kolumnowa z jednym peronem. Była pierwszą stacją tego typu w systemie metra. Posiada 2 rzędy 40 kwadratowych kolumn obłożonych brązowym marmurem. Ściany nad torami pokryto czarnymi i białymi płytkami ceramicznymi. Podłogi wyłożono szarym i czerwonym granitem.